# Dei patris immensa
Dei patris immensa foi uma carta escrita pelo papa Inocêncio IV (r. 1243–1254) aos mongóis (o Papa também escreveu outras cartas, que são conhecidas como Cum non solum e Viam agnoscere veritatis). Foi escrita em 5 de março de 1245 e nela há uma exposição da fé cristã e exortação os mongóis a aceitar o batismo. Era para ser enviada pelo frade franciscano e emissário papal Laurêncio de Portugal. No entanto, nada mais se sabe sobre a embaixada, e é possível que nunca tenha realmente partido.